# Présidence de Valéry Giscard d'Estaing
Président de la République française
Présidence de Georges Pompidou Présidence de François Mitterrand
La présidence de Valéry Giscard d'Estaing a commencé le 27 mai 1974 lors de la cérémonie de passation des pouvoirs au palais de l'Élysée. Le mandat s'est terminé le 21 mai 1981, lors de la passation des pouvoirs entre lui et François Mitterrand.

## Gouvernements
La présidence Giscard d'Estaing a nommé quatre gouvernements successifs, placés sous l'autorité des Premiers ministres Jacques Chirac puis Raymond Barre :
1. Le gouvernement Jacques Chirac (1).
2. Le gouvernement Raymond Barre (1).
3. Le gouvernement Raymond Barre (2).
4. Le gouvernement Raymond Barre (3).

## Compléments